# Witold Sędziwy
Witold Sędziwy (ur. 3 czerwca 1947 w Łodzi, zm. 31 stycznia 1986) – polski żeglarz, kapitan jachtowy.

## Życiorys
Ukończył studia na Wydziale Elektrycznym Politechniki Łódzkiej. Działał potem jako pracownik naukowy na tej uczelni. Uzyskał stopień doktora (1978, praca Sterowanie czasowo-optymalne silnika prądu stałego poddanego działaniu zakłóceń mających postać oscylacji) i był adiunktem. Pierwsze doświadczenia żeglarskie zdobywał Akademickim Klubie Żeglarskim w Łodzi. Działał w nim przez całe życie i został jego komandorem. Za opłynięcie na jachcie "Artemis" Islandii i wyspy Jan Mayen otrzymał II nagrodę Rejs Roku w 1985. Za ten sam wyczyn otrzymał Nagrodę Grotmaszta Bractwa Kaphornowców. Odbył m.in. rejs dookoła Europy z Anzio do Szczecina w trakcie Operation Sail 1984. Przepłynął łącznie około 37.000 mil morskich.